# Poecilia mexicana
Poecilia mexicana — риба з родини пецилієвих ряду коропозубоподібних.

## Етимологія
Родова назва Poecilia походить від грецького слова poikilos, що в перекладі означає багатокольоровий. Видова ж назва mexicana означає мексиканська. Буквально пецилія мексиканська.

## Морфологія
Самці в цілому можуть досягати 11 см завдовжки.

## Поширення
Цей вид зустрічається від Мексики до Гватемали.